# まつざきしげるいろ
まつざきしげるいろ（松崎しげる色）は、日焼けした肌の濃さでも知られる日本の歌手・俳優・タレントである松崎しげるの肌の色に合わせて作られた絵具の色。英語表記は「Shigeru Matsuzaki」。

## 概要
フジテレビのバラエティ番組『トリビアの泉 〜素晴らしきムダ知識〜』において、視聴者から「日焼けした人の肌の色をうまく表現するには」という投稿が届いたことから、「松崎しげるの肌の色を絵具で作る場合の割合は○色○%と○色○%」というトリビアの種が取り上げられた。
千葉大学情報画像工学科教授三宅洋一に参加してもらい、日本でもっともよく使われている絵具であるサクラクレパスの「マット水彩・12色絵の具」を用いて画家の下田義寛が松崎の肌の上に塗った絵具を分光放射輝度計で比較しながら、6時間をかけて「まつざきしげるいろ」が完成した。
その際の比率は、黄色(#3) 25%：朱色(#18) 45%：緑(#29) 14%：白(#50) 16%で、他社製品でも誤差はありながらチューブから同じ太さで長さを朱色4.5cm、黄色2.5cm、白1.6cm、緑1.4cm出せば再現可能。審査員長のタモリからの評価は、最高段階の「満開」を獲得した。
企画に協力したサクラクレパスから、茶色の代わりにまつざきしげるいろ(#55)が入った「マット水彩・12色絵の具」が10セット提供され、視聴者へ抽選でプレゼントされた。
その後、まつざきしげるいろ入りの「マット水彩・12色絵の具」はフジテレビ内の土産物屋で販売されるようになった。
JOYSOUNDはプロモーションサポーターを務める松崎にちなみ、「本物の『松崎しげる色』はどれ？」と題したキャンペーンを2017年11月から2018年1月にかけて実施した。顔の色の濃淡が異なる松崎が5人描かれた看板が制作され、JOYSOUND直営店ならびにJOYSOUND設置店舗に設置された。その中から本物の「松崎しげる色」を選択し、該当する色「#Dark?」と「#JOYSOUND」のハッシュタグをつけてTwitterおよびInstagramに投稿すると、抽選で9人に「黒い高級食材」、6人に「黒い物体」がそれぞれ当たった。

## 近似色
- 鳶色
- 茶色